# 道州制
道州制（どうしゅうせい）とは、国家の地方行政制度のひとつで、行政区画として「道」と「州」を置くもの。「府県制」「市制」「町村制」などにならった用語である。
日本では、現行の都道府県よりも広域な行政区分として「道」と「州」を新たに設ける構想を指す。各道州には、現在の都道府県よりも大きな地方自治権を与える。単に広域自治体の名称と規模を変えるにとどまらず、国家の中央政府が持つ権限や財源を各地方へ移譲することで、地方分権型の社会を目指す構想であった。
日本の道州制の構想が、日本における連邦制の実現を目指すレベルなのか、それより低いレベルでの地方分権の改革に留まるのかというのは議論・論者によって異なる。なお、現状で「道」と「州」を共に置く国家はないが、日本での道州制に関する議論において他国の地方自治制度について言及される場合、連邦制の国家を指して「道州制」という表現が用いられることがある（後述）。

## 背景

### 定義
道州制とは、行政区画として道と州を置く地方行政制度である。北海道以外の地域に複数の州を設置し、それらの道州に現在の都道府県より高い行政権を与える構想を指す。
道州制については様々な場所で様々な議論が行われており、論者によって様々な異なる主張がある。
1. 北海道を除く都府県を廃止して行政を広域化するという案。
2. 都府県の内幾つかを分割しその上で、都府県の広域連合の地方公共団体として道州を設置するという案。
3. 外交と軍事以外の権限を全て国家から地方に委譲し、対等な道州同士の緩やかな連合によって国に対し低い地方の地位を押し上げるという案。
4. 連邦制にするという案。（大前研一の流れをくむという道州制.COM[2]など）
5. 国会・軍を含め中央政府の権限を道州に移譲するという政府案。[3]

これらのように様々な主張が出ており、明確な定義がなされているのではない。地方分権を共通の目的としているので、様々な団体から実現を訴える声が上がっている一方で、道州制についての認知度は高いとはいえず、国主導の道州制推進には反対意見も多い。

## 論議の推移

### 明治〜昭和初期
明治政府は、地方の反乱が相次いだために、県より広い行政体の設置には消極的であった。しかし、人口希薄などを理由として、北海道にあった3県を廃止して、北海道庁 (1886-1947)を設置した。民間の議論としては、自由民権運動家の植木枝盛が作成した私擬憲法の「東洋大日本国国憲按」で日本における連邦制の導入が謡われている。これ以前の江戸末期には佐藤信淵が『宇内混同秘策」で、京都の他に江戸と大坂に都を置き、日本各地に省を置く14省制を提案している。

#### 州庁設置案
以降は、台湾総督府、樺太庁、朝鮮総督府、南洋庁と順に設置されたことで、府県の狭小さが経済統制の障害と考えられ、内地を統轄する内務省下に、郡制廃止とともに複数の府県を包括する広域行政体の設置が議論され、田中義一内閣（当時）の行政制度審議会が、1927年に、全国を6箇の州に分けて、官選の長を置く「州庁設置案」を内閣に提案した。ここでの州名は、州庁所在都市名を取った物になっている。
| 州名     | 府県                                                                             |
| -------- | -------------------------------------------------------------------------------- |
| 仙台州   | 青森県、岩手県、宮城県、福島県、秋田県、山形県                                   |
| 東京州   | 茨城県、栃木県、群馬県、埼玉県、千葉県、東京府、神奈川県、山梨県、長野県、新潟県 |
| 名古屋州 | 静岡県、愛知県、岐阜県、三重県、富山県、石川県、福井県                           |
| 大阪州   | 滋賀県、京都府、大阪府、兵庫県、奈良県、和歌山県、徳島県、香川県、高知県         |
| 広島州   | 鳥取県、島根県、岡山県、広島県、山口県、愛媛県                                   |
| 福岡州   | 福岡県、佐賀県、長崎県、大分県、宮崎県、熊本県、鹿児島県、沖縄県                 |

この北海道以外を6州と区分して国政事務を移行するとした「州庁設置案」は、行政制度審議会で取り扱われたが成案とならず、審議会は1927年7月の田中義一内閣の総辞職とともに廃止となる。

#### 地方長官会議
行政制度審議会廃止後は、府県廃合などを含む地方行政機関問題として、地方長官会議で様々な議論がされた。会議では、総務や警察などの四部を一部廃止とする府県14部廃止論や、町村・府県の規模変更後に全国10道とする意見があった。また、1936年からの廣田内閣で、東北6県の知事から「中間機関設置の要望書」が潮恵之輔内務大臣（当時）へ提出された。約10年にわたるこの間の地方長官（都道府県知事）による中間行政機関検討案は、政界や内務省と折り合えず、地方行政の分存対立や行政事務の錯綜を招きかねないとも評された。
その後、1938年3月の第1次近衛内閣時代に政界に影響を強めた国策研究会が、「道庁及び州庁設置案」に関して次なる論評を主に示している。
1. 大蔵、商工、鉄道、逓信、農林を地方官庁に併合することに困難があり、行政権限の移譲が望めない。
2. 経済圏により区別すべしと云うが、京浜・阪神などの大都市を含む地域とその他の地域について、経済差異をどう均衡させるのか。
3. これを公共団体とした場合に、これまで地方繁栄の基礎をなしてきた府県行政とその影響下にある周辺地域の衰退をどうするか。

以上などから、道庁又は州庁設置問題は、行政移譲前の地域近隣の繁栄を奪うことから地方の反対が予想され、弊害の方が大きいのではないかとして、国策研究会は現在の制度下で刷新を図るのがよいと結論づけた。

#### 地方連絡協議会
1940年5月、内務省訓令9号により府県間の相互連絡を図る措置として、米内内閣時代に各府県知事による地方連絡協議会が8つ設置され、必要に応じて各協議会を開催する旨が示された。また、各地方連絡協議会の事務は、関東地方連絡協議会は警視庁総監管房、東北地方協議会は宮城県総務部、東海地方連絡協議会は愛知県総務部などが代表して取り扱った。この地方連絡協議会は、太平洋戦争中の1943年7月に内務省訓令13号により廃止されるまで続いた。
この間の1942年、湯沢三千男内務大臣（当時)が東京都制法案を第81帝国議会に提出するが、ここで道州制問題に言及し、経済ブロックの理論構想として関八州（関東地方）があるが、薪炭の例だけ見ても関八州だけでは自給自足ができない。生活経済圏からの考え方は困難であり、また行政組織の二重弊害を避けるべきと反対意見を述べている。
太平洋戦争中の1943年7月、地方行政協議会令（勅令548号）により、全国に地方行政協議会（会長には当該地域の府県知事が兼任）が設置された。戦時行政法のひとつである地方行政協議会令は、翌年1944年に一部改正、1945年に地方総監府に改名された。大空襲や地上戦開始などによる敵軍の本土上陸作戦と国土分断に備え、地方総監府は同年6月10日に勅令第350号により設置されている。いずれも府県行政を調整し、広域行政体を統合しようとしたもので「国の出先機関」の様相を強く持っていた。また、戦時下（特に地方総監府時代）には、本土決戦に備えた行政の効率化という側面も有していた。

### 太平洋戦争後の議論
太平洋戦争後の占領下で行政改革が進められ、1946年に行政運営と行政機関の根本的改革を目的として行政調査部が内閣に設置された。地方行政機関の規模等を含めた調査が行政調査部で行われ、1948年に3案の行政組織が提案された。
- 道制案 - 都道府県を廃止して、日本の地方行政機関として「道」を設置する
- 州制案 - 都道府県を廃止して、日本の地方行政機関として「州」を設置する
- 地方行政庁案 - 都道府県を存続させ、広域行政機関として「地方行政庁」を設置する

こうした体制の変化に伴い、都道府県の在り方に関心が高まった。1955年には、関西経済連合会が「地方行政機構の改革に関する意見」において、都道府県を廃止と国の総合出先機関として「道州」を設置することを提案した。また、1957年の第4次地方制度調査会は「地方制」案を答申した。この地方制は7地方・8地方・9地方案であった（少数意見として15県・16県・17県案も併記）。地方行政を調査審議する地方制度調査会のこの「地方制」案に対し、同年10月に全国知事会は「府県制度改革に関する意見」の中で以下の理由を示して反対した。
- 現行都道府県を廃止して官治的な「地方」（地方制）を設けることは、現行憲法制度の精神に反し違憲の疑いがある。
- 「地方」に国家的性格を持たせることは、中央集権を強化し、民主政治の根本に逆行するものである

これにより地方制度調査会の答申は、検討されないことになった。

### 昭和中期（高度成長期）
高度経済成長期（1960-70年代）には、地方から都会への出稼ぎや集団就職で人口が工業地帯へ移ったことによって、過疎・過密の問題が生まれた。この時期から、貨物量の急激な増加や通勤・通学の長距離化や季節要因での大規模移動が発生し、地方毎の広域の社会資本整備の必要性から、道州制論議は生まれていた。大都市圏とそこに含まれない地方の道県との間では、所得や生活基盤に格差が生まれており、地方交付税などで是正できる程の税収を持ち合わせていなかったため、予算規模の拡大を目指し、いくつかの県が合併する道州制が考えられた。
しかし経済成長に伴い政府は「国土の均衡ある発展」「福祉国家」を標語に、税収が少ない道県には地方交付税や補助金を増やした。例えば池田勇人内閣の所得倍増計画や、田中角栄内閣の日本列島改造論などに代表される地方への財政資金フローの確保により、地方の生活基盤の整備が進んだ。その結果、予算規模の拡大を目的にした道州制を導入する動機は意義を失い、道州制は議論の深まりを見せなかった。1965年の第10次地方制度調査会の答申を受けた都道府県合併特例法案の廃案が繰り返されるにつれて道州制導入の機運は後退した。1981年の第18次地方制度調査会では「現行の府県制度は国民の生活・意識に強く定着」と分析し、広域的地方制度は検討をつづけると報告された。

### プラザ合意から道州制特区推進法まで
地方に対しては、与党は民活法や1987年の総合保養地域整備法（いわゆるリゾート法）の制定により、自立的な経済活動が行いやすい第三次産業の振興を図った。また、国営企業や公社の民営化に際しては、分割が検討された。
政治に対しては、地方ごとの議会開設が要点と考えられるため、細川政権は衆議院総選挙への小選挙区比例代表制の導入に当たって、比例代表制が既に施行されていた参議院選挙の比例制度とは異なり、地方ブロックごとの比例制度導入を図った。これは、小選挙区の区画が既存の市町村・既存の都道府県の境界を重視したので、比例選挙区の区画が将来の道州制の区割りになると見做されたからである。
地方行政に対しては、1989年から1992年にかけて臨時行政改革審議会が置かれ、都道府県の広域連合とともに道州制の検討を答申した。1994年には地方自治法改正により県の広域連合が制度化された。国会においても地方分権の決議が採択され、道州制の論議が高まることとなった。さらに2004年の地方自治法の改正により、都道府県の合併が申請によって可能となった。
又、2004年に招集された第28次地方制度調査会は、2006年に「道州制のあり方に関する答申」をおこない、都道府県の廃止と新設となる道州による道州制導入を打ち出した。道州には9道州・11道州・13道州の3例である。特に北海道は2004年に道州制を先行実施する提言を日本政府へ提言を行い、「北海道を全国に先駆けて道州制のモデルとする特別な区域（道州制特区）」にしようという特区制度をもって政府は応え、2006年に道州制特区推進法を公布した。北海道では、知事の附属機関『北海道道州制特別区域提案検討委員会』が2007年（平成19年）に設立され、以後議論を行うなど道州制を積極的に推進していた。

### 道州制特区推進法から平成末期まで

#### 流行期
2000年代後半、道州制の論議が活発になった。背景には、国民の間では、交通網の発達によって交流圏が拡大した点を挙げる者が多いが、自治体関係者の間では、国家の債務が膨大になって、地方交付税や補助金や公共事業の削減で、地方が国の失政の尻拭いをさせられている点を挙げる者が多かった。
道州制が施行される場合には州庁が設置されるため、各都道府県では、自らの都道府県庁所在地が州庁所在地に選ばれるのに有利な枠組みが、論議の中心となっている。これは、廃藩置県後の県の合併で、県庁を失った地域でも同様である。また、州庁が置かれる都市は、経済の中心地となって莫大な恩恵を受けると期待され、税収増や人口増が期待された。このため、各地が州庁を誘致しようと躍起になっていた。
実際に、道州制へ賛成派と反対派の特徴を見ると、府県庁所在地が中央省庁のブロック単位出先機関所在地である宮城県・愛知県・大阪府・北海道などが、また多くの政令指定都市などが賛成派なのに対して、県庁所在地が中央省庁のブロック単位出先機関所在地ではない福島県・富山県・福井県・兵庫県・鳥取県・三重県が反対派となっている。
一方で、国は「小さな政府」と称して政府機関を縮小し、地方への交付金を削減しつつ、地方への統制の強化と合理化を進めていた。これは、市町村を大量に削減し、次いで広域自治体である県を大量に削減しようという発想としての道州制で、中央集権の強化という色が濃い。政府の道州制論議や、その前段階の三位一体の改革では、国の行政機関・機能・財源を都道府県に委譲するのを拒み、都道府県や市町村の「住民自治」の部分のみを「小さな政府」として、国は依然として統制権の強い「大きな政府」に留まろうとする意見が散見されるために、全国知事会では反発があった。
2006年2月28日に地方制度調査会が区域例を発表した際には、石原慎太郎・東京都知事（当時）や、橋本大二郎・高知県知事（当時）が、「国と地方の役割分担をどうするのかが曖昧だ」と批判した。同じく片山善博・鳥取県知事（当時）も、「国の在り方についての抜本的な議論が無い」と批判した。
同じく、佐藤栄佐久・福島県知事（当時）は、「必要性や課題を十分検討しないまま、『枠組み』を前提に制度設計が示された。道州制に移行できなければ権限や税財源を移譲できないという口実を与え、強く憂慮する。」と非難した。これに先立つ2006年2月22日の福島県議会でも、「歴史的・文化的に多様である地方自治体を中央集権的にコントロールする物であり、住民主役の真の地方分権改革とは対極にある。」と発言し、道州制を非難した。又、井戸敏三・兵庫県知事（当時）は、「ムードに流されて進めれば、単なる都道府県合併に終わる」と発言している。
道州制特区推進法の制定によって、現在の「道」と国の出先機関の地方区分が同一である北海道において、権限を新たな「道」に委譲し、やがて全国へと道州制を拡大していこうとした。第一次安倍晋三政権では、道州制に向けてのビジョン策定として、自らの選挙区である中国地方の山陽地方と山陰地方の格差を例に挙げて総裁選で公約し、担当大臣も置いた。
一方、反対派からは、州都一極集中を招きかねないこと、公共事業悪玉論の影響があり国土が弱体化しかねないこと、「単なる都道府県の合併ではないか?」という見方や、合併ならば都府県庁を失う地域が軽視されることなどの危惧の声があった。
2006年の中日新聞の全国世論調査では、道州制に「賛成」・「どちらかといえば賛成」を含めて29%、「反対」・「どちらかといえば反対」を含めて62%であった。但し地方分権に「賛成」は62%になった。また地域ごとでは賛成は北海道、東北、四国で多く、反対は甲信越、九州で多い。「平成の大合併」で住んでいる市町村が合併した人の感想は、「合併して良かった」が19%、「合併しない方がよかった」が17%とほぼ変わらないのに対して、「どちらとも言えない」が63%に上った。
このため、国土交通省の国土形成計画では、地方ブロック単位での独自の国際交流や、特色ある地域形成を目指す内容を盛り込んで、地方ブロックを道州に見立てた計画として、道州制のイメージの理解に努めたりしていた。また、議論の叩き台として、11道州案や国土形成計画を用いた具体的な調査検討に入るなど、道州制を定着させるための様々な策を講じた。さらに、道州制と新型交付税を組み合わせて導入すると、政府は地方への歳出の削減度合が高まり、増税も抑制できる、と主張された。

#### 忘れられた道州制
2009年に民主党が政権を握ると道州制議論は一旦遠のいた。2012年には自公が政権を奪還するが、全国町村会は平成の大合併同様の合併要求や州都一極集中を問題視。町村は自民党の支持基盤でもあり、道州制法案は塩漬け状態となった。
2010年代前半には、都構想（大阪都構想、中京都構想、新潟都構想）など、主に都市部で地方自治の拡充の議論が本格化し、各地の首長らも前向きな発言をしたり、地方自治体の組織に協議体が置かれたりしたが、2010年代中盤以降になると大阪都構想以外の構想は議論が下火となり、大阪都構想も住民投票で否決された。
平成末期には止まらない東京一極集中に対して政府も匙を投げる形となり、中央省庁の地方移転も、大規模移転は文化庁のみにとどまった。同様に道州制議論も冬の時代を迎え、福岡などの一部地域を除いて死語と化した。
2018年（平成30年）10月には、自由民主党内の機関『道州制推進本部』が廃止された。廃止を決めたのは同党政務調査会長の岸田文雄である、

### 令和以降の議論

#### 関西経済連合会による提言
2020年（令和2年）11月16日、関西経済連合会は「新型コロナウイルス感染症（COVID-19）への自治体の対応を通じ、地方分権の重要性が改めて認識された」として、道州制の議論を始めるべきであるとの提言を行った。近畿や四国などの12府県市で構成する関西広域連合の機能強化を訴え、提言書を日本政府や構成自治体に送付した。
提言では「COVID-19を通じて東京一極集中のリスクや地方自治体の権限不足などの課題が露呈した」と指摘した上で、「分権・分散型の社会を構築し、各地域が成長の核としての役割を果たすことが必要」と主張した。その主体として関西広域連合を挙げ、構成自治体から事務作業権限をより多く移したり、全会一致ではなく多数決での速やかな意思決定を可能にさせたりするべきであるなどと主張した。
同会の会長の松本正義（住友電気工業の会長も務める）は「（COVID-19は）地方自治や広域連携について議論を起こす好機」と述べ、提言を通じて地方分権への機運が高まることに期待を寄せた。

#### 総務大臣による道州制の肯定
2020年（令和2年）12月21日、総務大臣武田良太（当時）は道州制について「一つの改革案として広域の自治体を10前後のブロックに再編する道州制は一つの有力なもの」と理解を示した。武田は「少子化が進み、デジタル化、行政手続のオンライン化が進む中で、社会構造が変わっていくことに伴って、行政も常にスリム化を図っていく努力をしていかなくてはならない」などと述べた。

## 道州制の枠組み
道州制の導入は、州都への一極集中という危険を妊んでいるため、州都や枠組み（都府県の組み合わせ）に関心が集まりやすく、州政府の機構や事業といった中身の論議が軽視される傾向が大きい。州都の位置は各地域の盛衰に直結するので、州都や枠組みで我田引水の如き主張が展開される例は珍しくない。
また、枠組みの作り方も、地理や歴史を無視して、特定の大都市への一極集中を促す発想が多い。このような傾向に対しては、「どこかの市にバキュームのように吸い寄せられる国土づくりではなく、地域の伝統や文化を守る手伝いをするのが国の大事な仕事だ。」（元福島県知事佐藤栄佐久） という声や、「枠組みから議論に入るのは危険だ。」（福井県知事西川一誠（当時）） という声も出ている。

### 地方制度調査会の区域例
2006年2月28日、内閣総理大臣の諮問機関である地方制度調査会（会長：諸井虔・太平洋セメント相談役（当時））が、「道州制のあり方に関する答申」を発表した。この答申の中では、「区域例」として、「9道州」「11道州」「13道州」の3例を示している。なお、この「区域例」には、次の2つの註が付いている。
- 道州の区域については様々な考え方があり得る。ここで示した区域例は、各府省の地方支分部局に着目し、基本的にその管轄区域に準拠したものである。
- 東京圏においては、東京都及び周辺の県の区域を合わせて一の道州とすることが基本となる。ただし、東京都の区域(又は現在特別区の存する区域等)のみをもって一の道州(又はそれに相当する何らかの自治体)とすることも考えられる。

以下の道州の枠組みに、その構成都道府県の2003年度県民総生産の合計を付記する。東京都の都民総生産は83兆6303億円。

#### 9道州

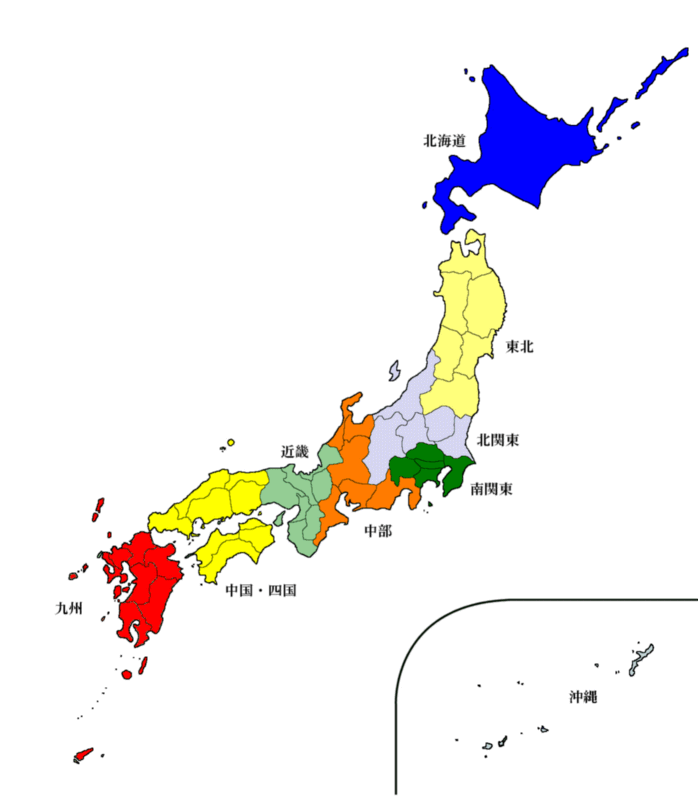
9道州

| 道州名     | 住民総生産    | 都道府県 |
| ---------- | ------------- | --- |
| 北海道     | 19兆5044億円  | 北海道 |
| 東北       | 32兆4200億円  | 青森県、岩手県、秋田県、山形県、宮城県、福島県                                                                            |
| 北関東信越 | 43兆5586億円  | 茨城県、栃木県、群馬県、新潟県、長野県                                                                                    |
| 南関東     | 156兆7627億円 | 埼玉県、千葉県、東京都、神奈川県、山梨県（東京だけ分離して州とする場合、「東京州（仮）」「南関東州（仮）」の2州に分ける） |
| 中部       | 72兆7339億円  | 富山県、石川県、岐阜県、静岡県、愛知県、三重県                                                                            |
| 近畿       | 82兆2004億円  | 福井県、滋賀県、京都府、大阪府、兵庫県、奈良県、和歌山県                                                                  |
| 中国・四国 | 41兆5305億円  | 鳥取県、島根県、岡山県、広島県、山口県、徳島県、香川県、愛媛県、高知県                                                    |
| 九州       | 43兆4862億円  | 福岡県、佐賀県、長崎県、熊本県、大分県、宮崎県、鹿児島県                                                                  |
| 沖縄       | 3兆5755億円   | 沖縄県 |

#### 11道州

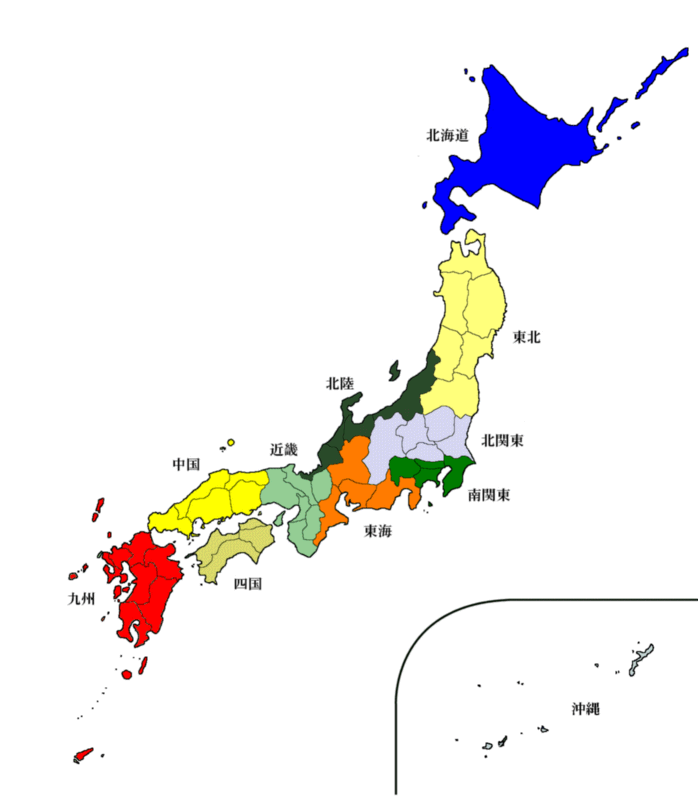
11道州

| 道州名 | 住民総生産    | 都道府県 |
| ------ | ------------- | --- |
| 北海道 | 19兆5044億円  | 北海道 |
| 東北   | 32兆4200億円  | 青森県、岩手県、秋田県、山形県、宮城県、福島県                                                                                            |
| 北関東 | 54兆6282億円  | 茨城県、栃木県、群馬県、埼玉県、長野県 |
| 南関東 | 136兆6839億円 | 千葉県、東京都、神奈川県、山梨県（東京だけ分離して州とする場合、首都圏を「北関東州（仮）」「東京州（仮）」「南関東州（仮）」の3州とする） |
| 北陸   | 21兆3242億円  | 新潟県、富山県、石川県、福井県 |
| 東海   | 63兆7072億円  | 岐阜県、静岡県、愛知県、三重県 |
| 近畿   | 78兆9121億円  | 滋賀県、京都府、大阪府、兵庫県、奈良県、和歌山県                                                                                          |
| 中国   | 28兆1378億円  | 鳥取県、島根県、岡山県、広島県、山口県 |
| 四国   | 13兆3927億円  | 徳島県、香川県、愛媛県、高知県 |
| 九州   | 43兆4862億円  | 福岡県、佐賀県、長崎県、熊本県、大分県、宮崎県、鹿児島県                                                                                  |
| 沖縄   | 3兆5755億円   | 沖縄県 |

#### 13道州

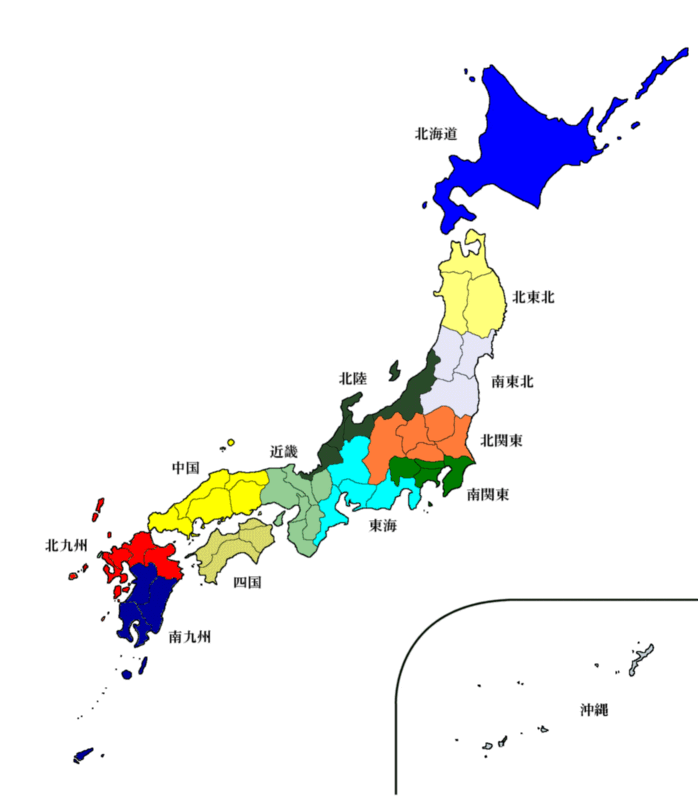
13道州

| 道州名 | 住民総生産    | 都道府県                                                                 |
| ------ | ------------- | ------------------------------------------------------------------------ |
| 北海道 | 19兆5044億円  | 北海道                                                                   |
| 北東北 | 12兆4998億円  | 青森県、岩手県、秋田県                                                   |
| 南東北 | 19兆9202億円  | 宮城県、山形県、福島県                                                   |
| 北関東 | 54兆6282億円  | 茨城県、栃木県、群馬県、埼玉県、長野県                                   |
| 南関東 | 136兆6839億円 | 千葉県、東京都、神奈川県、山梨県（東京を分離し東京州とする論議もある）。 |
| 北陸   | 21兆3242億円  | 新潟県、富山県、石川県、福井県                                           |
| 東海   | 63兆7072億円  | 岐阜県、静岡県、愛知県、三重県                                           |
| 近畿   | 78兆9121億円  | 滋賀県、京都府、大阪府、兵庫県、奈良県、和歌山県                         |
| 中国   | 28兆1378億円  | 鳥取県、島根県、岡山県、広島県、山口県                                   |
| 四国   | 13兆3927億円  | 徳島県、香川県、愛媛県、高知県                                           |
| 北九州 | 28兆9496億円  | 福岡県、佐賀県、長崎県、大分県                                           |
| 南九州 | 14兆5366億円  | 熊本県、宮崎県、鹿児島県                                                 |
| 沖縄   | 3兆5755億円   | 沖縄県                                                                   |

### 国会に議席を有する政党からの区域例

#### 自由民主党道州制推進本部
自由民主党の道州制推進本部（当時）（本部長：谷垣禎一（当時））が2008年5月29日に提示した区割り案。これには「東京都を南関東から独立させるべき」との意見もあり、また各都道府県の知事や議会議長との意見交換を行っていた。なお、道州制推進本部は、2018年10月15日に岸田文雄によって廃止された。

##### 9道州
| 道州名     | 都道府県                                                               |
| ---------- | ---------------------------------------------------------------------- |
| 北海道     | 北海道                                                                 |
| 東北       | 青森県、岩手県、秋田県、山形県、宮城県、福島県                         |
| 北関東     | 茨城県、栃木県、群馬県、新潟県                                         |
| 南関東     | 埼玉県、千葉県、東京都、神奈川県、山梨県                               |
| 中部       | 富山県、石川県、福井県、長野県、岐阜県、静岡県、愛知県、三重県         |
| 関西       | 滋賀県、京都府、大阪府、兵庫県、奈良県、和歌山県                       |
| 中国・四国 | 鳥取県、島根県、岡山県、広島県、山口県、徳島県、香川県、愛媛県、高知県 |
| 九州       | 福岡県、佐賀県、長崎県、熊本県、大分県、宮崎県、鹿児島県               |
| 沖縄       | 沖縄県                                                                 |

##### 11道州
| 道州名                                                                  | 都道府県                               |
| ----------------------------------------------------------------------- | -------------------------------------- |
| 北海道                                                                  | 9道州案に同じ。                        |
| 東北                                                                    | ※1                                     |
| 北関東                                                                  | ※1、※2                                 |
| 南関東                                                                  | ※2                                     |
| 北陸                                                                    | 富山県、石川県、福井県                 |
| 東海                                                                    | 長野県、岐阜県、静岡県、愛知県、三重県 |
| 関西                                                                    | 9道州案と同じ。                        |
| 中国                                                                    | 鳥取県、島根県、岡山県、広島県、山口県 |
| 四国                                                                    | 徳島県、香川県、愛媛県、高知県         |
| 九州                                                                    | 9道州案と同じ。                        |
| 沖縄                                                                    | 9道州案と同じ。                        |
| - ※1新潟県を東北に入れる案もある。 - ※2埼玉県を北関東に入れる案もある。 |                                        |

### 民間などからの区域例
経団連は10程度の道州再編を提言している。

#### 神奈川県の政治団体
道州制推進連盟 は、12道州制を提唱している。
| 道州名     | 都道府県                                   |
| ---------- | ------------------------------------------ |
| 北海道     | 北海道                                     |
| 東北州     | 青森、岩手、秋田、宮城、山形、福島         |
| 北陸信越州 | 新潟、富山、石川、福井、長野               |
| 北関東州   | 茨城、栃木、群馬、埼玉                     |
| 南関東州   | 千葉、神奈川、山梨、東京都下               |
| 東京特別州 | 東京23区                                   |
| 東海州     | 岐阜、静岡、愛知、三重                     |
| 近畿州     | 滋賀、京都、大阪、兵庫、奈良、和歌山       |
| 中国州     | 鳥取、島根、岡山、広島、山口               |
| 四国州     | 徳島、香川、愛媛、高知                     |
| 九州州     | 福岡、佐賀、長崎、熊本、大分、宮崎、鹿児島 |
| 沖縄特別州 | 沖縄                                       |

### 四つの洲構想
川勝平太が提唱している構想。
| 洲名   | 地域                               |
| ------ | ---------------------------------- |
| 森の洲 | 東北・北海道                       |
| 野の洲 | 関東                               |
| 山の洲 | 甲信越・北陸（福井県を除く）・中部 |
| 海の洲 | 近畿・中国・四国・九州・沖縄       |

新首都として『鎮守の森の都（那須）』を首都機能移転の候補地にしていた。